# レジナS.I.C.C.
レジナS.I.C.C.（Regina S.I.C.C. S.p.A. ）はイタリアのチェーン製造会社。
1919年創業。
1990年代までは自転車用のチェーン、多段ボスフリーを提供しており、ボスフリーのもっとも著名なメーカーのひとつであった。初期のエクストラ、BX、後期のCX、CX-S、Aアメリカなどは素晴らしい性能のフリーで高い評価を得たが、最後期に売られていた低価格なシンクロは高い評価は得ていない。
現在は工業用チェーンやモーターサイクル用チェーンなどを提供しており、自転車用チェーンの製造はしていない。